# NGC 4232
NGC 4232 é uma galáxia espiral barrada (SBb/P) localizada na direcção da constelação de Canes Venatici. Possui uma declinação de +47° 26' 20" e uma ascensão recta de 12 horas, 16 minutos e 49,0 segundos.
A galáxia NGC 4232 foi descoberta em 9 de Março de 1788 por William Herschel.